# Jari Litmanen
Jari Olavi Litmanen, född 20 februari 1971 i Lahtis i Finland, är en finländsk före detta fotbollsspelare. Jari Litmanen anses som Finlands bäste fotbollsspelare genom tiderna.[källa behövs] Hans landslagskarriär sträckte sig över fyra årtionden, från 1989 till 2010.

## Karriär
Litmanen slog igenom internationellt i AFC Ajax när klubben bland annat vann Uefa Champions League 1995. Den första sejouren i Ajax (1992-1999) ses av de flesta som Litmanens storhetstid. Han blev mycket populär hos Ajax-fansen.
Efter tiden i Ajax gjorde Litmanen kortare besök i storklubbarna Liverpool och Barcelona varefter han återgick till Ajax.
Därefter fortsatte karriären i Lahtis, Hansa Rostock och 2005–2007  i den svenska klubben Malmö FF. Under tiden i Malmö FF drogs Litmanen med långvariga skador, bland annat förhindrade en kapsyls kollision med ett av hans ögon honom från spel. I augusti 2007 bröt Litmanen kontraktet med Malmö FF på grund av en skada i vänster hälsena som ledde till en rehabiliteringsperiod på sex månader. Han kunde spela igen i EM-kvalets två sista matcher i november 2007. I januari 2008 provspelade Litmanen i tio dagar för engelska Fulham FC, med den tidigare finländska förbundskaptenen Roy Hodgson som chefstränare. Efter testperioden skrev klubben ett kontrakt för resten av säsongen med Litmanen. I maj 2008 bröts kontraktet med Fulham utan att Litmanen spelat en enda match i A-laget. I augusti samma år skrev Litmanen på för FC Lahti i finländska Tipsligan.

## Stil, eftermäle och utmärkelser
Litmanen är känd för teknik och spelsinne och har i landslag och klubblag haft rollen som anfallare, alternativt offensiv mittfältare.
Den 10 oktober 2010 (det vill säga 2010-10-10, att jämföra med Litmanens fasta tröjnummer), avtäcktes en staty av Jari Litmanen i Lahtis. Litmanens liv kommer att bli film med Mika Kaurismäki som regissör.

## Meriter
- Finländsk cupmästare 1992 och 2011
- Finländsk ligamästare 2011
- Nederländska mästerskapet 1994, 1995, 1996, 1998, 2004
- Nederländsk cupmästare 1993, 1998
- Nederländska supercupen  1993, 1994, 1995
- UEFA Champions League-mästare 1995
- UEFA-cupmästare 2001
- Europeisk supercupmästare 1995, 2001

### Utmärkelser
- Årets fotbollsspelare i Finland 1990, 1992, 1993, 1994, 1995, 1996, 1997, 1998, 2000
- Årets spelare i Nederländerna  1993–1994
- Nederländska ligans skyttekung 1993–1994 (26 mål)
- Årets idrottare i Finland 1995[1]
- Europas tredje bästa spelare (Le ballon d'or) 1995[1]
- Champions League-skyttekung 1995–1996 (9 mål)
- Flest landskamper för Finland (103)
- Flest mål i finländska landslaget (27)

## Personligt
Jari Litmanen är son till Olavi Litmanen som gjorde fem a-landskamper för det finländska landslaget och även blev finländsk mästare i fotboll 1970 samt cup-vinnare fem gånger.